# واقع‌گرایی تهاجمی

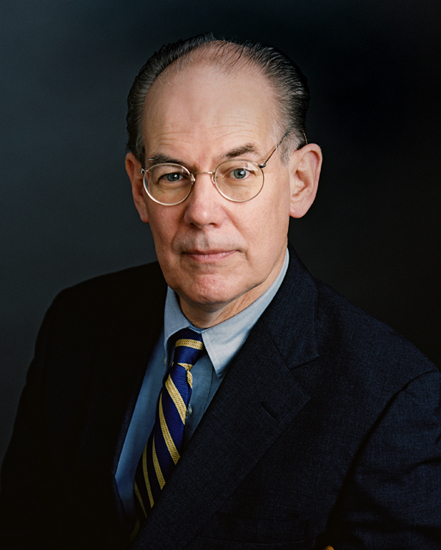
جان مرشایمر، استاد علوم سیاسی و روابط بین‌الملل در دانشگاه شیکاگو بنیانگذار نظریه رئالیسم تهاجمی

واقع‌گرایی تهاجمی یا رئالیسم تهاجمی یک نظریه روابط بین‌الملل و بخشی از مکتب نوواقع‌گرایی می‌باشد که برای نخستین بار توسط جان مرشایمر مطرح شد. این نظریه نیز با توجه به مبنای واقع‌گرایی خود مدعیست که آشوب‌زده یا آنارشی بودن نظام جهانی باعث رفتار تهاجمی دولت‌ها در سیاست بین‌الملل است. این نظریه اساساً با نظریه واقع‌گرایی تدافعی که توسط کنت والتز بیان شده در تضاد است. این نظریه با اینکه به درک و مطالعه روابط بین‌الملل کمک می‌کند اما هدف برخی انتقادها نیز قرار گرفته‌است.
از منظر نوواقع گرایی تهاجمی، دولت‌ها تلاش می‌کنند قدرت خود را بیشینه کنند؛ زیرا افزایش قوا تنها راه اطمینان از بقا و کسب امنیت است. طبق این نظریه دولتها به دنبال رسیدن به جایگاه برتر در نظام بین‌الملل (هژمونی) هستند به دلیل اینکه بتوانند بقا و امنیت خود را تضمین کنند.
از دیدگاه نوواقع گرایی تهاجمی، نظام تک قطبی که در آن دولت هژمون از نظر قدرت دارای فاصله زیادی از سایر دولتها باشد، پایدار است ولی در نظام‌های چند قطبی به دلیل اینکه قدرت نسبی دولتها تقریباً با هم برابر است و هر کدام از دولتها تلاش می‌کنند به جایگاه هژمون برسند، جنگ و نزاع اجتناب ناپدیر است.